# Aubenas-les-Alpes

Aubenas-les-Alpes este o comună în departamentul Alpes-de-Haute-Provence din sud-estul Franței. În 1 ianuarie 2022 avea o populație de 85 de locuitori.